# Deutsche Gesellschaft für Gewebetransplantation

Logo der DGFG

Die Deutsche Gesellschaft für Gewebetransplantation (DGFG) ist eine gemeinnützige Gesellschaft mit beschränkter Haftung. Sie ist die Nachfolgegesellschaft der gemeinnützigen Gesellschaft für Gewebetransplantation (DSO-G), die eine hundertprozentige Tochter der Deutschen Stiftung Organtransplantation (DSO) war. Die DSO hatte ihre Tochter 1997 mit der Koordination und Organisation der Gewebespende beauftragt. Durch das Inkrafttreten des Gewebegesetzes im Jahr 2007 war eine räumliche und rechtliche Trennung erforderlich. Die Weiterführung des Netzwerkes unter dem neuen Namen DGFG erfolgte durch drei neue Gesellschafter: der Medizinischen Hochschule Hannover, dem Universitätsklinikum Carl Gustav Carus Dresden und dem Universitätsklinikum Leipzig am 1. August 2007. Im Mai 2015 wurde der Gesellschafterkreis der DGFG um die Universitätsmedizin Rostock erweitert. Am 21. November 2017 gesellte sich das Dietrich-Bonhoeffer-Klinikum Neubrandenburg als fünfter Gesellschafter hinzu.
Die DGFG stellt ein bundesweites Netzwerk zahlreicher medizinischer Einrichtungen dar, die im Bereich der Gewebespende bis hin zur Transplantation tätig sind.
Die Funktion der DGFG ist dabei
- die Gewebespende zu unterstützen
- die Gewebeaufbereitung in der Gewebebank fachlich zu begleiten
- die Vermittlung von Gewebetransplantaten rund um die Uhr zu organisieren

Die DGFG versteht sich als offenes Netzwerk mit mehr als 15-jähriger Erfahrung in der Organisation der Gewebetransplantation. Sie ist für weitere Klinika und transplantierende Einrichtungen aus dem gemeinnützigen Bereich offen und soll weiter wachsen.
Seit 2005 befindet sich der Hauptsitz der Gesellschaft in Hannover. Die niedersächsische Landeshauptstadt wurde aufgrund ihrer zentralen Lage für den Sitz ausgewählt. Hier sind rund 15 Mitarbeiter tätig. Gewebespendekoordinatoren sind in sieben Regionen an Universitätsklinika und großen Krankenhäusern im gesamten Bundesgebiet im Einsatz.
Fachlich begleitet wird die Arbeit der DGFG von einem Beirat mit Mitgliedern aus Wissenschaft, Medizin und verschiedenen Institutionen des Gesundheitswesens.
Alle erwirtschafteten Überschüsse werden unmittelbar zur weiteren Förderung der Gewebemedizin eingesetzt. Die Erwirtschaftung eines deutlichen Überschusses unter Berücksichtigung des gesetzlich geltenden Handelsverbots für Gewebetransplantate ist weder möglich noch wünschenswert.